# Теон Младший (лунный кратер)
Кратер Теон Младший (лат. Theon Junior), не путать с кратером Теон Старший (лат. Theon Senior) — небольшой ударный кратер в экваториальной области видимой стороне Луны. Название присвоено в честь греческого математика, философа и астронома Теона Александрийского (ок.335 — ок.405) и утверждено Международным астрономическим союзом в 1935 г.

## Описание кратера

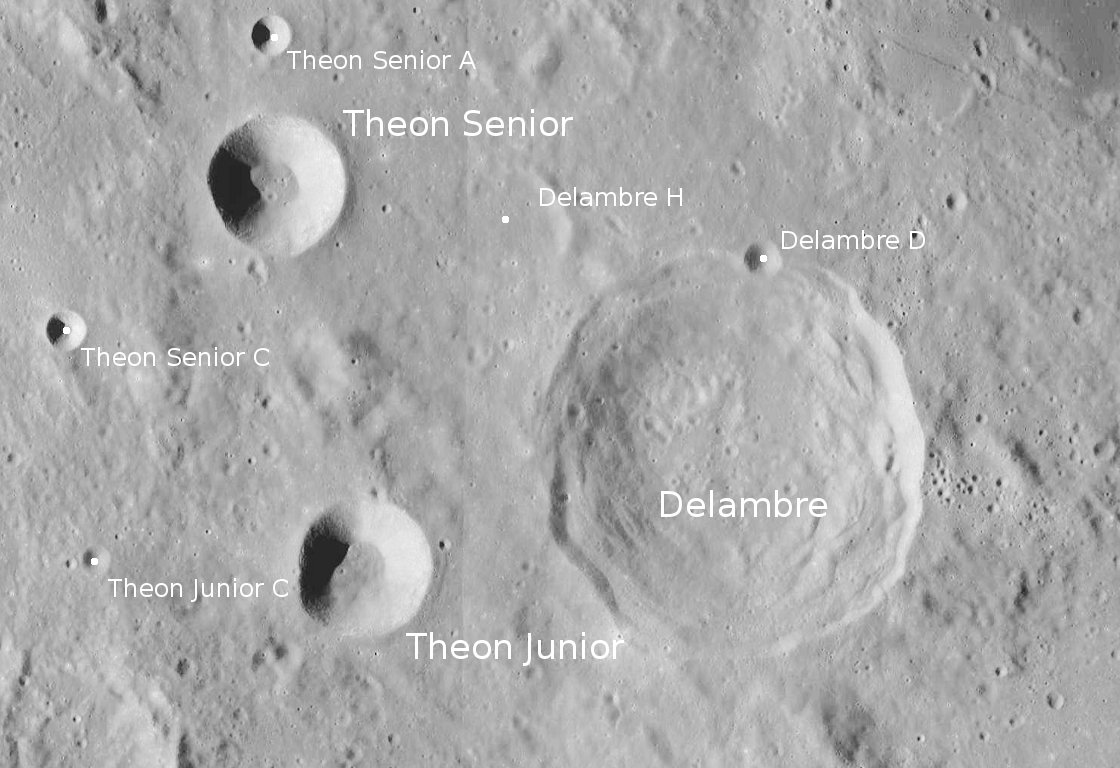
Окрестности кратера Теон Младший. Снимок зонда Lunar Reconnaissance Orbiter.

Ближайшими соседями кратера Теон Младший являются кратер Теон Старший на севере; кратер Деламбр на востоке и кратер Тейлор на юге-юго-западе. Селенографические координаты центра кратера 2°25′ ю. ш. 15°47′ в. д. / 2,41° ю. ш. 15,79° в. д., диаметр 17,6 км, глубина 3580 м.
Кратер Теон Младший имеет циркулярную чашеобразную форму с небольшим участком плоского дна. Вал четко очерчен, внутренний склон гладкий, с высоким альбедо, северная часть вала отмечена мелким кратером. Высота вала над окружающей местностью достигает 730 м. По морфологическим признакам кратер относится к типу BIO (по названию типичного представителя этого класса — кратера Био), включен в список кратеров с темными радиальными полосами на внутреннем склоне Ассоциации лунной и планетарной астрономии (ALPO).

## Сателлитные кратеры
| Теон Младший | Координаты                                          | Диаметр, км |
| ------------ | --------------------------------------------------- | ----------- |
| B            | 2°11′ ю. ш. 13°16′ в. д. / 2,19° ю. ш. 13,27° в. д. | 6,3         |
| C            | 2°23′ ю. ш. 14°38′ в. д. / 2,38° ю. ш. 14,63° в. д. | 3,8         |

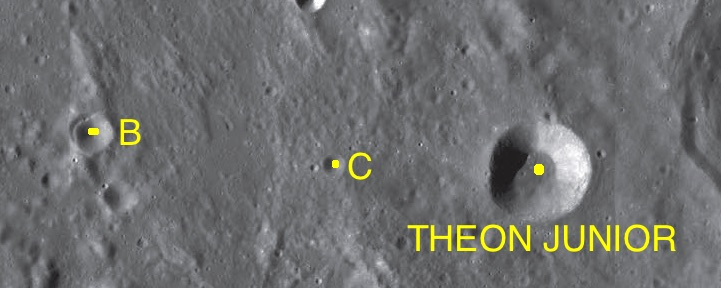
Фрагмент карты LAC-78.

- Сателлитный кратер Теон Младший B имеет двойной вал с северо-западной части.

## См.также
- Список кратеров на Луне
- Лунный кратер
- Морфологический каталог кратеров Луны
- Планетная номенклатура
- Селенография
- Минералогия Луны
- Геология Луны
- Поздняя тяжёлая бомбардировка